# Выползово (Шарьинский район)
Выползово — деревня в составе Шангского сельского поселения Шарьинского района Костромской области России.

## География
Расположено на речке Малая Шанга.

## История
Согласно переписи населения 1897 года в деревне проживало 122 человека (46 мужчин и 76 женщин).
Согласно Списку населенных мест Костромской губернии в 1907 году деревня относилась к Николо-Шангской волости Ветлужского уезда Костромской губернии. По сведениям волостного правления за 1907 год в деревне числилось 25 крестьянских дворов и 171 житель. Основным занятием жителей деревни был лесной промысел.

## Население
| 2008 | 2010 | 2014 |
| ---- | ---- | ---- |
| 23   | ↗38  | ↘28  |